# Wakkanai, Hokkaidō
Wakkanai (稚内市 Wakkanai-shi, tiếng Ainu: ヤㇺワッカナィ; Yam-wakka-nay) là thành phố thuộc phó tỉnh Sōya, Hokkaidō, Nhật Bản. Tính đến ngày 1 tháng 10 năm 2020, dân số ước tính thành phố là 33.563 người và mật độ dân số là 44 người/km2. Tổng diện tích thành phố là 761,5 km2.

## Địa lý

### Đô thị lân cận
- Toyotomi
- Sarufutsu